# Розтріщеник струмковий
Розтріщеник струмковий (Schistidium rivulare) — вид мохів порядку гріміальних (Grimmiales).

## Поширення
Батьківщиною є Європа, Північна Америка, Південна Америка, Азія, Австралія, Нова Зеландія.
Населяє від вологих до сухих порід у або вздовж водотоків і озер, іноді вздовж сезонно зрошуваних виступів або скель, рідко на бетоні або мінеральному ґрунті; на висотах від 0 до 4600 м.

## Характеристика
Рослини у відкритих або компактних, часто великих, пучках або килимках, темно-зелені, оливкові чи коричневі, часто жовто-зелені дистально, рідко майже чорні. Стебла 1.2–10(18) см. Листки прямі, часто вигнуті до стебла, коли сухі, від яйцеподібно-ланцетних до яйцювато-трикутних, кілеві чи увігнуті проксимально, кілеві дистально, 1.2–3.2 мм; краї зазвичай загнуті до середини листка, іноді майже до верхівки, рідко плоскі, зубчасті або гладкі дистально; верхівки гострі чи тупі, іноді закінчуються серією прозорих клітин. Статевий стан автоіктичний (чоловічі й жіночі органи на одній рослині, але на окремих гілках). Коробочка червоно-бура чи жовтувато-зелена, рідко майже чорна, короткоциліндрична, куполоподібна чи дзвінчаста, 0.6–1.1 мм. Спори 14–24 мкм, гранульовані. Коробочки дозрівають від пізньої весни до початку літа.